# Pringapus (Ngadirejo)
Pringapus is een bestuurslaag in het regentschap Temanggung van de provincie Midden-Java, Indonesië. Pringapus telt 1679 inwoners (volkstelling 2010).